# HMS Shannon (1875)
El octavo buque de la Marina Real Británica que llevó el nombre de HMS Shannon fue el primer crucero acorazado británico de la historia.  Fue el último ironclad de la Marina Real Británica que fue construido con una hélice que se podía izar, fuera de agua, para reducir la resistencia cuando navegaba a la vela, y el primero en tener una cubierta acorazada. 
Los siguientes cruceros acorazados británicos fueron los de la  Clase Nelson.

## Diseño y características

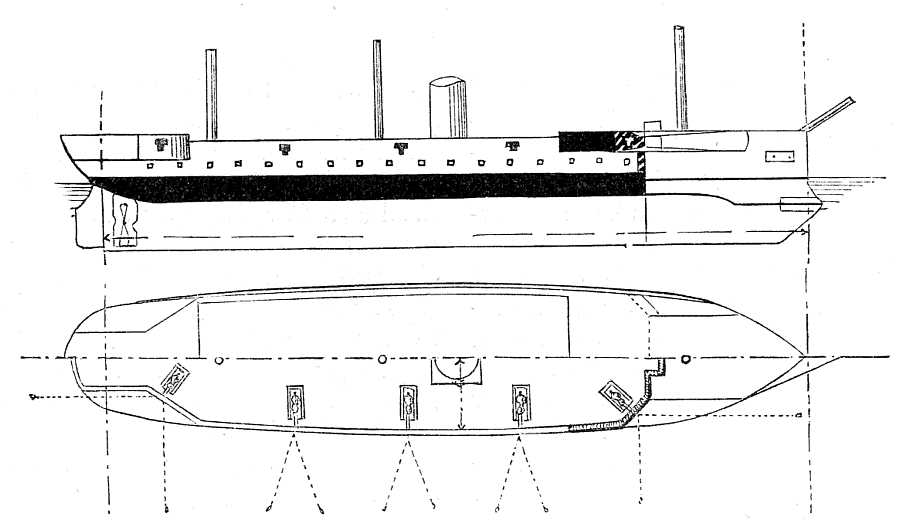
Planta y perfil del HMS Shannon.

Cuando fue construido, se le consideró un ironclad o fragata blindada de largo alcance. El término crucero fue inventado y aplicado posteriormente. Para permitir que el buque pudiese operar por largos periodos de tiempo, lejos de los puertos británicos y las estaciones de carbón, fue equipado con velas y un revestimiento de cobre y madera en su casco.
El Shannon fue diseñado para contrarrestar la observada amenaza de los ironclads de segunda clase empleados como corsarios contra el comercio, tales como los cruceros rusos General Admiral y su gemelo Gerzog Edinburgski. Estos buques eran rápidos y ligeramente armados, y el Shannon iba a estar mejor armado y acorazado que aquellos, y con suficiente autonomía y velocidad para poder alcanzarlos. En la práctica, aunque el Shannon era superior en artillería a los buques rusos, su esperada velocidad máxima de 13 nudos, resultó ser una máxima de 12,25 nudos, por consiguiente, resultó demasiado lento para mantenerse en dentro del rango de aquellos buques.

## Historia operacional
El Shannon resultó obsoleto rápidamente por lo limitado de su blindaje y de su velocidad, muy mejorados en los siguientes cruceros. En particular por su baja velocidad que le supuso que, de sus 22 años de servicio, solo 3 años navegó por aguas extranjeras; un año con base en China, seguido de dos años con base en el Pacífico. Su suministro de munición en el Pacífico resultó también un problema, ya que era el único buque británico en la zona con cañones de 254 mm.

## Reserva y baja
Fue relegado al servicio de guardacostas en 1883 y puesto en reserva en 1893, antes de ser vendido para desguace en 1899.

## Programa de construcción
La siguiente tabla da unas cifras sobre el coste de construcción del Shannon.  En la práctica estándar británica de la época, se excluian los costes de armamento y provisiones. En la tabla:
- Maquinaria significa "Maquinaria propulsora".
- Casco incluye "maquinaria hidráulica, montejes de los cañones, etc."[1]

| (Brassey's Naval Annual\| BNA 1895) | (Brassey's Naval Annual\| BNA 1895) | (Brassey's Naval Annual\| BNA 1895) | Parkes   |
| Casco                               | Maquinaria                          | Total excluyendo armamento          | Parkes   |
| ----------------------------------- | ----------------------------------- | ----------------------------------- | -------- |
| £233,902                            | £53,367                             | £287,269                            | £302,707 |

## Anexos
- Anexo:Buques blindados (1855-1880)
- Anexo:Cruceros acorazados por país

- Datos: Q732620
- Multimedia: HMS Shannon (ship, 1875) / Q732620